# پرو (ویرجینیای غربی)
پرو (به انگلیسی: Peru) یک منطقهٔ مسکونی در ایالات متحده آمریکا است که در شهرستان هاردی، ویرجینیای غربی واقع شده‌است.